# Suffield Point
Der Suffield Point ist eine Landspitze an der Südseite der Fildes-Halbinsel von King George Island im Archipel der Südlichen Shetlandinseln. Sie liegt an der Maxwell Bay zwischen der Rocky Cove im Westen und der Caleta El Plata, einer Nebenbucht der Norma Cove, im Nordosten.
Wissenschaftler der britischen Discovery Investigations kartierten und benannten die Landspitze zwischen 1934 und 1935. Namensgeber ist William E. Suffield, Bootsmann der Discovery II von 1929 bis 1939, der an den Vermessungsarbeiten der Südlichen Orkneyinseln im Januar 1933 beteiligt war.